# Troglocladius hajdi

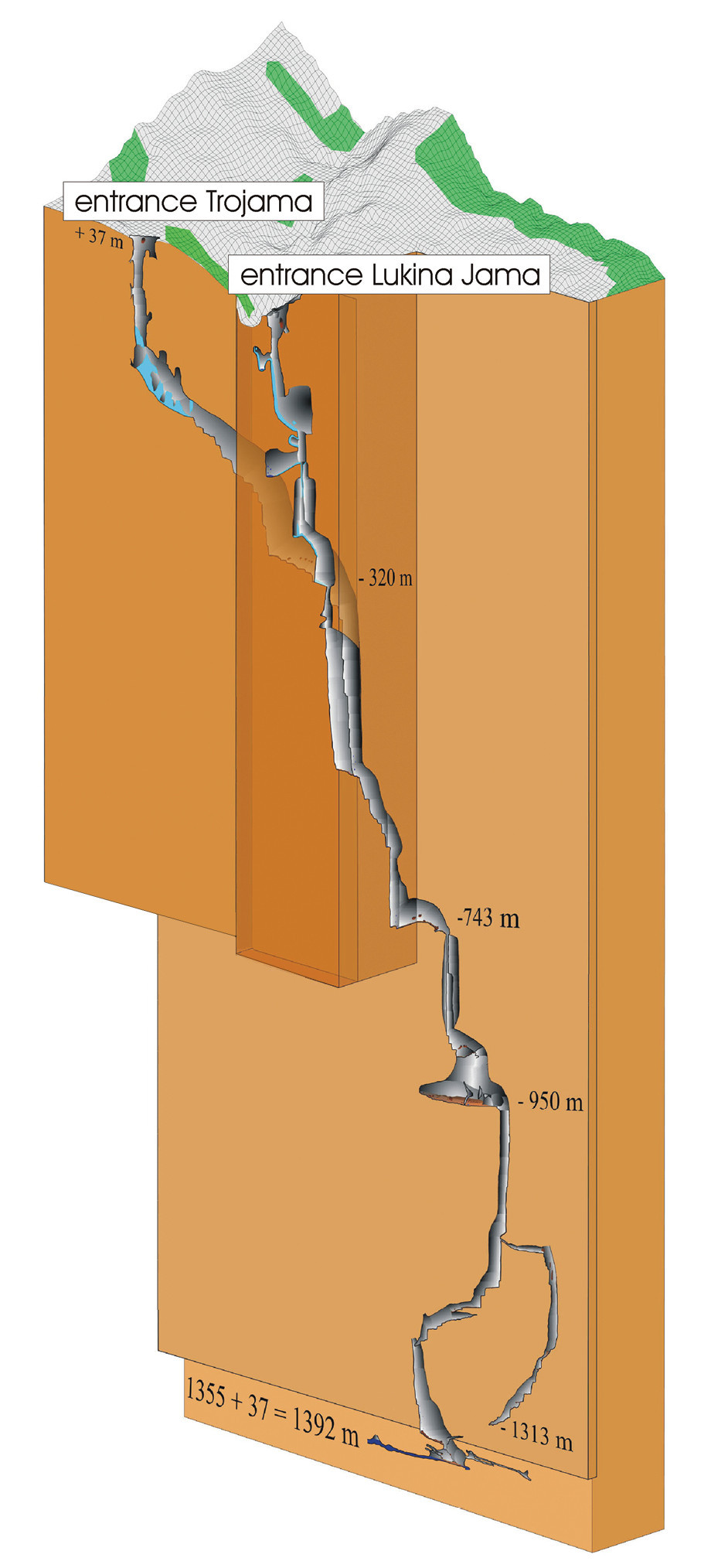
Пещеры Велебита (Хорватия), в глубине которой найден комар Troglocladius hajdi.

Troglocladius hajdi (лат.) — вид пещерных комаров-звонцов, единственный в составе монотипического рода Troglocladius из семейства хирономиды (Orthocladiinae, Chironomidae). Первый известный науке летающий троглобионт.

## Ареал
Европа, Хорватия, в пещере Лукина яма (пещерная система Trojama) на глубине 980 м (при общей глубине до 1,5 км), где круглый год температура держится на уровне от +3,5 °C до +4,5 °C.

## Описание
Длина крыльев около 2 мм (от 1,8 до 2,2 мм). Окраска тела палево-жёлтая. Усики из 6 члеников-флагелломеров. Все ноги очень длинные (самые длинные передние). Все голени только с одной шпорой, пульвиллы остаточные. Троглобионты с типичными для них признаками: палевой окраской тела, сильно редуцированными глазами (0-4 омматидиев) и очень длинными ногами. Однако при этом они сохранили длинные крылья и предположительно способны к полёту. Ранее считалось, что только летучие мыши — это единственные среди 21 000 видов пещерных животных, которые способны летать в полной темноте (благодаря наличию у них эхолокации). Но они факультативные обитатели пещер (троглофилы), а не постоянные (троглобионты). Кроме того, Troglocladius hajdi может быть партеногенетическим видом, так как найдены были только самки (самцы и личинки не обнаружены).

## Систематика
Вид Troglocladius hajdi был впервые описан в 2016 году норвежскими энтомологами Трондом Андерсеном (Trond Andersen; Department of Natural History, University Museum of Bergen, Бергенский университет, Берген, Норвегия) и Линн Катрин Хагенлунд, (Linn Katrine Hagenlund), немецким энтомологом Виктором Барановым (Viktor Baranov; Lebniz Institute for Freshwater Ecology and Inland Fisheries, Берлин, Германия) и их коллегами (Marija Ivković, Gunnar Mikalsen Kvifte, Martina Pavlek). Новый род не похож ни на один известный науке таксон, но разделяет признаки сразу двух триб «Metriocnemini» и «Orthocladiini». Молекулярный филогенетический анализ с использованием маркеров COI, 18S rDNAs, 28S rDNA, CADI и CADIV сближает таксон Troglocladius hajdi с родами Tvetenia, Cardiocladius и Eukiefferiella из трибы «Metriocnemini».

## Этимология
Вид T. hajdi назван в честь Хайди (Hajdi), группы крылатых, карликоподобных существ из славянской мифологии, где они выступали в качестве посыльных судьбы и, как считалось, жили в пещерах. Название рода Troglocladius происходит от др.-греч. τρώγλη «отверстие, дыра» и -cladius (используемого в именах родов из подсемейства Orthocladiinae).